# Syngonanthus exilis
Syngonanthus exilis är en gräsväxtart som beskrevs av Sylvia Mabel Phillips. Syngonanthus exilis ingår i släktet Syngonanthus och familjen Eriocaulaceae.
Artens utbredningsområde är Zambia. Inga underarter finns listade i Catalogue of Life.